# Liste du patrimoine mondial en Inde
Cet article recense les sites inscrits au patrimoine mondial en Inde.

## Statistiques
L'Inde ratifie la Convention pour la protection du patrimoine mondial, culturel et naturel le 14 novembre 1977. Les premiers sites protégés sont inscrits en 1983.
En 2025, l'Inde compte 44 sites inscrits au patrimoine mondial : 36 culturels, 7 naturels et 1 mixte.
À la même date, le pays a également soumis 61 sites à la liste indicative : 48 culturels, 10 naturels, 3 mixtes.

## Listes

### Critères de sélection
Pour pouvoir être inscrit comme patrimoine mondial, un site doit répondre à au moins l'un de ces critères :
- (i) : représenter un chef-d'œuvre du génie créateur humain.
- (ii) : témoigner d'un échange d'influences considérable pendant une période donnée ou dans une aire culturelle déterminée, sur le développement de l'architecture ou de la technologie, des arts monumentaux, de la planification des villes ou de la création de paysages.
- (iii) : apporter un témoignage unique ou du moins exceptionnel sur une tradition culturelle ou une civilisation vivante ou disparue.
- (iv) : offrir un exemple éminent d'un type de construction ou d'ensemble architectural ou technologique ou de paysage illustrant une ou des périodes significatives de l'histoire humaine.
- (v) : être un exemple éminent d'établissement humain traditionnel, de l'utilisation traditionnelle du territoire ou de la mer.
- (vi) : être directement ou matériellement associé à des événements ou des traditions vivantes, des idées, des croyances ou des œuvres artistiques et littéraires ayant une signification universelle exceptionnelle.
- (vii) : représenter des phénomènes naturels ou des aires d'une beauté naturelle et d'une importance esthétique exceptionnelles.
- (viii) : être des exemples éminemment représentatifs des grands stades de l'histoire de la Terre.
- (ix) : être des exemples éminemment représentatifs de processus écologiques et biologiques en cours dans l'évolution et le développement des écosystèmes.
- (x) : contenir les habitats naturels les plus représentatifs et les plus importants pour la conservation in situ de la diversité biologique.

Les critères (i) à (vi) concernent des sites culturels, les critères (vii) à (x) des sites naturels ; les sites qui mélangent les deux sont dits mixtes.

### Patrimoine mondial
Les biens indiens suivants sont inscrits au patrimoine mondial en 2025. Les noms et les graphies sont celles choisies par l'UNESCO. Les superficies des biens transfrontaliers sont celles de leurs parties indiennes.
| Id.  | Bien                                                                                         | État / Territoire                                         | Année          | Superficie (ha) | Critères et notes | Coordonnées | Illus. |
| ---- | -------------------------------------------------------------------------------------------- | --------------------------------------------------------- | -------------- | --------------- | --- | --- | ------ |
| 925  | Abris sous-roche de Bhimbetka                                                                | Madhya Pradesh                                            | 2003           | 1 893           | Culturel, (iii), (v) | 22° 55′ 41″ N, 77° 34′ 59″ E |        |
| 1406 | Aire de conservation du Parc national du Grand Himalaya                                      | Himachal Pradesh                                          | 2014           | 90 540          | Naturel, (vii), (x) | 31° 44′ N, 77° 33′ E |        |
| 944  | Chemins de fer de montagne en Inde                                                           | Bengale-Occidental, Haryana, Himachal Pradesh, Tamil Nadu | 1999 2005 2008 | 89              | Culturel, (ii), (iv) 3 chemins de fer : - Darjeeling Himalayan Railway - Chemin de fer de Kalka à Shimla - Nilgiri Mountain Railway L'inscription de 1999 ne concerne que le Darjeeling Himalayan Railway. La protection est étendue en 2005 au Nilgiri Mountain Railway, puis en 2008 au Kalka-Shimla Railway. | 27° 02′ 42″ N, 88° 16′ 01″ E 30° 51′ 07″ N, 76° 56′ 13″ E 11° 30′ 36″ N, 76° 55′ 55″ E |        |
| 1605 | Cité de Jaipur, Rajasthan                                                                    | Rajasthan                                                 | 2019           | 710             | Culturel, (ii), (iv), (vi) | 26° 55′ 01″ N, 75° 49′ 01″ E |        |
| 1645 | Dholavira : une cité harapéenne                                                              | Gujarat                                                   | 2021           | 103             | Culturel, (iii), (iv) | 23° 53′ 18″ N, 70° 12′ 48″ E |        |
| 234  | Églises et couvents de Goa                                                                   | Goa                                                       | 1986           |                 | Culturel, (ii), (iv), (vi) | 15° 30′ 07″ N, 73° 54′ 43″ E |        |
| 231  | Ensemble du Fort rouge de Delhi                                                              | Delhi                                                     | 2007           | 49              | Culturel, (ii), (iii), (vi) | 28° 39′ 22″ N, 77° 14′ 28″ E |        |
| 249  | Ensemble de monuments de Mahabalipuram                                                       | Tamil Nadu                                                | 1984           |                 | Culturel, (i), (ii), (iii), (vi) | 12° 37′ 01″ N, 80° 11′ 31″ E |        |
| 239  | Ensemble de monuments de Pattadakal                                                          | Karnāṭaka                                                 | 1987           | 5,56            | Culturel, (iii), (iv) | 15° 56′ 53″ N, 75° 49′ 01″ E |        |
| 1056 | Ensemble du temple de la Mahabodhi à Bodhgaya                                                | Bihar                                                     | 2002           | 4,86            | Culturel, (i), (ii), (iii), (iv), (vi) | 24° 41′ 42″ N, 84° 59′ 38″ E |        |
| 241  | Ensemble monumental de Hampi                                                                 | Karnāṭaka                                                 | 1986           | 4 187           | Culturel, (i), (iii), (iv) | 15° 18′ 50″ N, 76° 28′ 19″ E |        |
| 240  | Ensemble monumental de Khajuraho                                                             | Madhya Pradesh                                            | 1986           |                 | Culturel, (i), (iii) | 24° 51′ 07″ N, 79° 55′ 19″ E |        |
| 1480 | Ensembles néo-gothique victorien et Art déco de Mumbai                                       | Maharashtra                                               | 2018           | 66,34           | Culturel, (ii), (iv) | 18° 55′ 47″ N, 72° 49′ 48″ E |        |
| 1670 | Ensembles sacrés des Hoysala                                                                 | Karnāṭaka                                                 | 2023           | 10,47           | Culturel, (i), (ii), (iv) 3 temples : - Keshava | 13° 09′ 46″ N, 75° 51′ 37″ E 13° 12′ 45″ N, 75° 59′ 39″ E 12° 16′ 34″ N, 76° 52′ 54″ E |        |
| 255  | Fatehpur Sikri                                                                               | Uttar Pradesh                                             | 1986           |                 | Culturel, (ii), (iii), (iv) | 27° 05′ 38″ N, 77° 39′ 50″ E |        |
| 251  | Fort d'Agra                                                                                  | Uttar Pradesh                                             | 1983           |                 | Culturel, (iii) | 27° 10′ 59″ N, 78° 01′ 59″ E |        |
| 247  | Forts de colline du Rajasthan                                                                | Rajasthan                                                 | 2013           |                 | Culturel, (ii), (iii) 6 forts : - Ranthambore | 26° 59′ 06″ N, 75° 51′ 07″ E 24° 52′ 59″ N, 74° 38′ 46″ E 24° 37′ 34″ N, 76° 11′ 13″ E 29° 54′ 47″ N, 70° 54′ 47″ E 25° 08′ 56″ N, 73° 34′ 48″ E 26° 01′ 12″ N, 76° 27′ 18″ E |        |
| 945  | Gare Chhatrapati Shivaji (anciennement gare Victoria)                                        | Maharashtra                                               | 2004           | 2,85            | Culturel, (ii), (iv) | 18° 56′ 24″ N, 72° 50′ 10″ E |        |
| 1342 | Ghâts occidentaux                                                                            | Tamil Nadu, Kerala, Karnāṭaka, Maharashtra                | 2012           | 795 315         | Naturel, (ix), (x) La protection comprend 39 parcs nationaux et réserves répartis sur quatre États le long de la chaîne de montagnes. Ces aires protégées sont classées en sept sous-groupes : - Agasthyamalai (en)                                                                                             | 8° 32′ N, 77° 15′ E |        |
| 250  | Les grands temples vivants Chola                                                             | Tamil Nadu                                                | 1987 2004      | 22              | Culturel, (i), (ii), (iii), (iv) 3 temples : - Brihadesvara - Rajendreshvara - Airavatesvara (en) La protection initiale ne concernait que le temple de Brihadesvara ; elle est étendue aux deux autres temples en 2004.                                                                                        | 10° 46′ 59″ N, 79° 07′ 55″ E 11° 12′ 22″ N, 79° 26′ 53″ E 10° 56′ 53″ N, 79° 21′ 25″ E |        |
| 242  | Grottes d'Ajanta                                                                             | Maharashtra                                               | 1983           | 8 242           | Culturel, (i), (ii), (iii), (vi) | 20° 33′ 11″ N, 75° 42′ 00″ E |        |
| 244  | Grottes d'Elephanta                                                                          | Maharashtra                                               | 1987           |                 | Culturel, (i), (iii) | 8° 58′ 01″ N, 72° 56′ 10″ E |        |
| 243  | Grottes d'Ellorâ                                                                             | Maharashtra                                               | 1983           |                 | Culturel, (i), (iii), (vi) | 20° 01′ 34″ N, 75° 10′ 44″ E |        |
| 1338 | Jantar Mantar, Jaipur                                                                        | Rajasthan                                                 | 2010           | 1,87            | Culturel, (iii), (iv) | 26° 55′ 30″ N, 75° 49′ 30″ E |        |
| 252  | Le Taj Mahal                                                                                 | Uttar Pradesh                                             | 1983           |                 | Culturel, (i) | 27° 10′ 26″ N, 78° 02′ 31″ E |        |
| 1321 | L'œuvre architecturale de Le Corbusier, une contribution exceptionnelle au Mouvement Moderne | Chandigarh                                                | 2016           | 66              | Culturel, (ii), (vi) Site transfrontalier avec l'Allemagne, l'Argentine, la Belgique, la France, le Japon et la Suisse. 1 site en Inde : complexe du Capitole de Chandigarh. | 30° 45′ 32″ N, 76° 48′ 18″ E |        |
| 1711 | Moidams (en) – système de tertres funéraires de la dynastie Ahom                             | Assam                                                     | 2024           | 95,02           | Culturel, (iii), (iv) | 26° 56′ 28″ N, 94° 52′ 35″ E |        |
| 524  | Monuments bouddhiques de Sânchî                                                              | Madhya Pradesh                                            | 1989           |                 | Culturel, (i), (ii), (iii), (iv), (vi) | 23° 28′ 44″ N, 77° 44′ 24″ E |        |
| 1101 | Parc archéologique de Champaner-Pavagadh                                                     | Gujarat                                                   | 2004           | 1 329           | Culturel, (iii), (iv), (v), (vi) | 22° 28′ 59″ N, 73° 31′ 59″ E |        |
| 337  | Parc national de Kaziranga                                                                   | Assam                                                     | 1985           | 42 996          | Naturel, (ix), (x) | 26° 40′ 01″ N, 93° 25′ 01″ E |        |
| 1513 | Parc national de Khangchendzonga                                                             | Sikkim                                                    | 2016           | 178 400         | Mixte, (iii), (vi), (vii), (x) | 27° 35′ 02″ N, 88° 30′ 00″ E |        |
| 340  | Parc national de Keoladeo                                                                    | Rajasthan                                                 | 1985           | 2 873           | Naturel, (x) | 27° 09′ 32″ N, 77° 30′ 32″ E |        |
| 452  | Parc national des Sundarbans                                                                 | Bengale-Occidental                                        | 1987           | 133 010         | Naturel, (ix), (x) Un site contigu similaire est protégé au Bangladesh, sans toutefois former un unique site transfrontalier. | 21° 56′ 42″ N, 88° 53′ 46″ E |        |
| 335  | Parcs nationaux de Nanda Devi et de la Vallée des fleurs                                     | Uttarakhand                                               | 1988           | 71 783          | Naturel, (vii), (x) | 30° 25′ 08″ N, 79° 51′ 00″ E 30° 43′ 59″ N, 79° 37′ 59″ E |        |
| 1739 | Paysages militaires marathes de l'Inde                                                       | Maharashtra, Tamil Nadu                                   | 2025           | 1 577,63        | Culturel, (iv), (vi) Comprend 12 forts : Salher (en), Shivneri (en), Lohagad (en), Khanderi, Raigad (en), Rajgad, Pratapgad, Suvarnadurg (en), Panhala (en), Vijaydurg (en), Sindhudurg (en), Gingee | 20° 43′ 19″ N, 73° 56′ 42″ E 19° 11′ 56″ N, 73° 51′ 36″ E 18° 42′ 32″ N, 73° 28′ 37″ E 18° 42′ 14″ N, 72° 48′ 47″ E 18° 14′ 02″ N, 73° 26′ 28″ E 18° 14′ 46″ N, 73° 40′ 55″ E 17° 56′ 09″ N, 73° 34′ 39″ E 17° 49′ 01″ N, 73° 05′ 06″ E 16° 48′ 32″ N, 74° 06′ 33″ E 16° 33′ 39″ N, 73° 20′ 00″ E 16° 02′ 38″ N, 73° 27′ 41″ E 12° 15′ 00″ N, 79° 23′ 41″ E |        |
| 233  | Qutb Minar et ses monuments, Delhi                                                           | Delhi                                                     | 1993           |                 | Culturel, (iv) | 28° 31′ 34″ N, 77° 11′ 06″ E |        |
| 922  | Rani-ki-Vav (le puits à degrés de la Reine) à Patan, Gujerat                                 | Gujarat                                                   | 2014           | 4,68            | Culturel, (i), (iv) | 23° 51′ 00″ N, 72° 10′ 59″ E |        |
| 338  | Sanctuaire de faune de Manas                                                                 | Assam                                                     | 1985           | 39 100          | Naturel, (vii), (ix), (x) | 26° 43′ 30″ N, 91° 01′ 52″ E |        |
| 1375 | Santiniketan                                                                                 | Bengale-Occidental                                        | 2023           | 36              | Culturel, (iv), (vi) | 23° 40′ 52″ N, 87° 41′ 06″ E |        |
| 1502 | Site archéologique Nalanda Mahavihara à Nalanda, Bihar                                       | Bihar                                                     | 2016           | 23              | Culturel, (iv), (vi) | 25° 18′ 40″ N, 85° 31′ 12″ E |        |
| 1570 | Temple de Kakatiya Rudreshwara (Ramappa), Telangana                                          | Telangana                                                 | 2021           | 5,93            | Culturel, (i), (iii) | 18° 15′ 33″ N, 79° 56′ 36″ E |        |
| 246  | Temple du Soleil à Konârak                                                                   | Odisha                                                    | 1984           | 11              | Culturel, (i), (iii), (vi) | 19° 53′ 17″ N, 86° 05′ 42″ E |        |
| 232  | Tombe de Humayun, Delhi                                                                      | Delhi                                                     | 1993           | 27,04           | Culturel, (ii), (iv) | 28° 35′ 35″ N, 77° 15′ 04″ E |        |
| 1551 | Ville historique d'Ahmedabad                                                                 | Gujarat                                                   | 2017           | 535,7           | Culturel, (ii), (v) | 23° 00′ 00″ N, 72° 34′ 59″ E |        |

### Liste indicative
Les biens suivants sont inscrits sur la liste indicative du pays au début 2025. Les noms fournis par l'Inde sont en anglais : la traduction en français est donnée ici à titre indicatif.
| Id.  | Bien | État(s) / Territoire(s)                                                                                   | Année | Critères et notes | Coordonnées | Illus. |
| ---- | --- | --- | ----- | --- | --- | ------ |
| 1096 | Ancien site bouddhiste, Sarnath, Bénarès | Uttar Pradesh                                                                                             | 1998  | Culturel | 25° 22′ 52″ N, 83° 01′ 17″ E |        |
| 6531 | Bhedaghat (en)-Lametaghat dans la vallée de la Narmada                                                                                           | Madhya Pradesh                                                                                            | 2021  | Naturel, (vii), (viii) | 23° 07′ 55″ N, 79° 48′ 04″ E |        |
| 5888 | Cellular Jail, îles Andaman-et-Nicobar | Andaman-et-Nicobar                                                                                        | 2014  | Culturel, (iv), (vi) | 11° 40′ 30″ N, 92° 44′ 53″ E |        |
| 5919 | Chemins de fer de montagne en Inde (extension)                                                                                                   | Himachal Pradesh et Maharashtra                                                                           | 2009  | Culturel, (ii), (iv) Extension du site existant à deux lignes : - Kangra Valley Railway (en)                                         | 18° 59′ 24″ N, 73° 16′ 12″ E 32° 04′ 52″ N, 76° 30′ 54″ E |        |
| 5920 | Chettinad, regroupement de villages de marchands tamouls                                                                                         | Tamil Nadu                                                                                                | 2014  | Culturel, (ii), (v), (vi) La proposition comprend 11 villages, rassemblés en 3 groupes : - Rayavaram (en), Arimalam (en), Kadiapatti | 10° 10′ 01″ N, 78° 47′ 28″ E 10° 08′ 42″ N, 78° 48′ 22″ E 10° 11′ 13″ N, 78° 48′ 25″ E 10° 07′ 23″ N, 78° 49′ 16″ E 9° 33′ 11″ N, 78° 48′ 43″ E 10° 04′ 01″ N, 78° 46′ 59″ E 10° 06′ 18″ N, 78° 49′ 30″ E 10° 15′ N, 78° 49′ E 10° 15′ 25″ N, 78° 53′ 20″ E 10° 14′ 10″ N, 78° 47′ 20″ E                                                                    |        |
| 5743 | Delhi - Une ville patrimoniale | Delhi | 2012  | Culturel, (ii), (v), (vi) | 28° 40′ 01″ N, 77° 12′ 00″ E |        |
| 5916 | Ekamra Kshetra (en) - la cité temple, Bhubaneswar                                                                                                | Odisha | 2014  | Culturel, (i), (ii), (iii) | 20° 14′ 17″ N, 85° 50′ 02″ E |        |
| 6736 | Ensemble historique de Dhamnar (en) | Madhya Pradesh                                                                                            | 2024  | Culturel, (ii), (iv) | 24° 11′ 36″ N, 75° 29′ 55″ E |        |
| 6404 | Ensemble historique d'Orchhâ | Madhya Pradesh                                                                                            | 2019  | Culturel, (ii), (iv) | 25° 21′ N, 78° 38′ E |        |
| 5972 | Évolution de l'architecture des temples — Aihole - Badami - Pattadakal                                                                           | Karnāṭaka                                                                                                 | 2015  | Culturel, (iii), (iv) Extension du site « Ensembles de monuments de Pattadakal » incluant les sites d'Aihole et Badami.              | 16° 01′ 08″ N, 75° 52′ 55″ E 15° 54′ 54″ N, 75° 40′ 37″ E |        |
| 6730 | Fort de Gwalior | Madhya Pradesh                                                                                            | 2024  | Culturel, (ii), (iv) | 26° 13′ 49″ N, 78° 10′ 08″ E |        |
| 6703 | Fortifications côtières de la côte de Konkan | Maharashtra                                                                                               | 2024  | Culturel, (ii), (iv), (vi) 9 sites : - Usine fortifiée néerlandaise de Vengurla (en)                                                 | 19° 27′ 58″ N, 72° 43′ 56″ E 19° 19′ 50″ N, 72° 48′ 56″ E 18° 32′ 11″ N, 72° 57′ 52″ E 18° 18′ 00″ N, 72° 57′ 52″ E 17° 58′ 25″ N, 73° 02′ 33″ E 17° 48′ 58″ N, 73° 05′ 04″ E 17° 18′ 02″ N, 73° 13′ 18″ E 16° 33′ 40″ N, 73° 19′ 59″ E 15° 51′ 33″ N, 73° 37′ 52″ E                                                                                        |        |
| 6605 | Géoglyphes de la région du Konkan de l'Inde | Maharashtra, Goa                                                                                          | 2022  | Culturel, (i), (iii), (iv) La proposition comprend 9 zones pétroglyphiques distinctes : - Pansaymol                                  | 16° 46′ 01″ N, 73° 18′ 32″ E 16° 44′ 17″ N, 73° 30′ 58″ E 17° 05′ 53″ N, 73° 22′ 37″ E 16° 39′ 00″ N, 73° 28′ 30″ E 16° 44′ 17″ N, 73° 30′ 58″ E 17° 05′ 53″ N, 73° 22′ 37″ E 16° 15′ 25″ N, 73° 31′ 01″ E 17° 07′ 55″ N, 73° 26′ 02″ E 15° 07′ 16″ N, 74° 07′ 59″ E                                                                                        |        |
| 1095 | Groupe de monuments à Mândû | Madhya Pradesh                                                                                            | 1998  | Culturel | 22° 21′ 00″ N, 75° 25′ 59″ E |        |
| 6529 | Hire Benakal (en), site mégalithique | Karnāṭaka                                                                                                 | 2021  | Culturel, (iii), (iv) | 15° 26′ 17″ N, 76° 27′ 22″ E |        |
| 1870 | Île fluviale de Majuli au milieu du cours du Brahmapoutre en Assam                                                                               | Assam | 2004  | Culturel, (ii), (iii), (v), (vi) | 26° 57′ N, 94° 10′ E |        |
| 5914 | Île Narcondam | Andaman-et-Nicobar                                                                                        | 2014  | Naturel, (viii), (ix), (x) | 13° 26′ N, 94° 15′ E |        |
| 5580 | Jardins moghols du Cachemire | Jammu-et-Cachemire                                                                                        | 2010  | Culturel, (i), (ii), (iv) La proposition comprend 6 jardins : - Verinag (en)                                                         | 34° 07′ 30″ N, 74° 52′ 55″ E 34° 08′ 31″ N, 74° 51′ 47″ E 33° 40′ 59″ N, 75° 13′ 19″ E 34° 05′ 10″ N, 74° 53′ 13″ E 34° 04′ 59″ N, 74° 52′ 59″ E 33° 33′ N, 75° 15′ E |        |
| 6606 | Jingkieng jri : paysages culturels du pont de racines vivant                                                                                     | Meghalaya                                                                                                 | 2022  | Culturel, (i), (iii), (vi) La proposition détaille 72 villages distincts du plateau de Shillong (en), dans le sud-est de l'État.     | 25° 12′ N, 92° 00′ E |        |
| 6731 | Khooni Bhandara, Burhanpur | Madhya Pradesh                                                                                            | 2024  | Culturel, (ii), (iii), (iv) | 21° 20′ 16″ N, 76° 10′ 57″ E |        |
| 5896 | Lac Chilika | Odisha | 2014  | Naturel, (ix), (x) | 19° 43′ N, 85° 19′ E |        |
| 5921 | Maison de culte Bahá'í à New Delhi | Delhi | 2014  | Culturel, (i), (iv), (vi) | 28° 33′ 11″ N, 77° 15′ 32″ E |        |
| 6802 | Menhirs mégalithiques de Mudumal (en) | Telangana                                                                                                 | 2025  | Culturel, (v), (vi) | 16° 22′ 44″ N, 77° 24′ 40″ E |        |
| 5895 | Monuments de la ville insulaire de Srirangapatna                                                                                                 | Karnāṭaka                                                                                                 | 2014  | Culturel, (i), (ii), (iii), (iv) | 12° 24′ 50″ N, 76° 42′ 14″ E |        |
| 5887 | Monuments et forts des sultanats du Deccan | Karnāṭaka, Telangana                                                                                      | 2014  | Culturel, (ii), (iii) La proposition regroupe les ensembles monumentaux de quatre sites : - Qutb Shahi (en) d'Hyderabad              | 17° 19′ 44″ N, 76° 49′ 30″ E 17° 54′ 25″ N, 77° 31′ 37″ E 16° 49′ 26″ N, 75° 42′ 54″ E 17° 24′ 04″ N, 78° 28′ 44″ E |        |
| 6735 | Monuments gonds de Ramnagar, Mandla | Madhya Pradesh                                                                                            | 2024  | Culturel, (ii), (iii) 5 sites : - Dalbadal Mahal                                                                                     | 22° 36′ 52″ N, 80° 30′ 41″ E 22° 36′ 50″ N, 80° 30′ 57″ E 22° 36′ 48″ N, 80° 30′ 39″ E 22° 37′ 33″ N, 80° 31′ 39″ E 22° 37′ 31″ N, 80° 31′ 08″ E |        |
| 5573 | Monuments Qutb Shahi (en) d'Hyderabad : fort de Golkonda, tombes Qutb Shahi (en), Charminar                                                      | Telangana                                                                                                 | 2010  | Culturel, (i), (ii), (iii), (iv) | 17° 22′ 59″ N, 78° 24′ 04″ E 17° 23′ 42″ N, 78° 23′ 46″ E 17° 21′ 43″ N, 78° 28′ 30″ E |        |
| 1092 | Palais de Mattancherry (en), Ernakulam | Kerala | 1998  | Culturel | 9° 57′ 29″ N, 76° 15′ 32″ E |        |
| 5897 | Palais de Padmanabhapuram (en) | Kerala | 2014  | Culturel, (iii), (iv) | 8° 15′ 04″ N, 77° 19′ 37″ E |        |
| 6806 | Palais-forteresses des Bundelâ | Madhya Pradesh, Uttar Pradesh                                                                             | 2025  | Culturel, (ii), (iv) 6 sites : - Palais de Dhubela (en)                                                                              | 25° 29′ 35″ N, 78° 53′ 46″ E 25° 21′ 02″ N, 78° 38′ 36″ E 25° 21′ 03″ N, 78° 38′ 39″ E 25° 40′ 15″ N, 78° 27′ 04″ E 25° 27′ 29″ N, 78° 34′ 31″ E 25° 00′ 29″ N, 79° 28′ 47″ E |        |
| 5448 | Parc national de Desert | Rajasthan                                                                                                 | 2009  | Naturel, (vii), (viii), (x) | 27° 02′ 24″ N, 70° 52′ 59″ E |        |
| 6801 | Parc national de Kanger Ghati | Chhattisgarh                                                                                              | 2025  | Naturel, (vii), (viii), (x) | 18° 46′ 01″ N, 81° 58′ 59″ E |        |
| 2104 | Parc national de Namdapha | Arunachal Pradesh                                                                                         | 2006  | Naturel, (vii), (ix), (x) | 27° 28′ 59″ N, 96° 22′ 59″ E |        |
| 5447 | Parc national de Neora Valley | Bengale-Occidental                                                                                        | 2009  | Naturel, (vii), (x) | 27° 03′ 00″ N, 88° 45′ 11″ E |        |
| 5893 | Paysage culturel Apatani | Arunachal Pradesh                                                                                         | 2014  | Culturel, (iii), (iv) | 27° 20′ N, 93° 30′ E |        |
| 6055 | Paysage culturel de Cold Desert (en) | Ladakh, Himachal Pradesh                                                                                  | 2015  | Mixte, (iii), (v), (vi), (x) | 34° 09′ 58″ N, 77° 35′ 10″ E |        |
| 5890 | Pôles de tissage des saris emblématiques de l'Inde                                                                                               | Andhra Pradesh, Assam, Bengale-Occidental, Madhya Pradesh, Maharashtra, Uttar Pradesh                     | 2014  | Culturel, (iii), (v) Huit pôles sont évoqués : - Sualkuchi (en)                                                                      | 24° 25′ 52″ N, 78° 44′ 53″ E 25° 16′ 55″ N, 82° 57′ 22″ E 26° 05′ N, 83° 17′ E 19° 29′ N, 75° 23′ E 20° 02′ 31″ N, 74° 29′ 20″ E 17° 07′ 01″ N, 81° 18′ 00″ E 17° 23′ 10″ N, 78° 38′ 35″ E 26° 10′ N, 91° 34′ E |        |
| 6532 | Réserve de tigre de Satpura | Madhya Pradesh                                                                                            | ???   | Naturel, (vii), (ix), (x) | 22° 29′ 42″ N, 78° 13′ 52″ E |        |
| 6526 | Rive emblématique de la cité historique de Varanasi                                                                                              | Uttar Pradesh                                                                                             | 2021  | Culturel, (iii), (iv), (vi) | 25° 18′ 18″ N, 83° 00′ 32″ E |        |
| 2105 | Sanctuaire de l'onagre de l'Inde (en), Petit Rann de Kutch                                                                                       | Gujarat                                                                                                   | 2006  | Naturel, (x) | 24° 05′ N, 70° 38′ E |        |
| 6628 | Sculptures et reliefs rupestres d'Unakoti (en), massif d'Unakoti, district d'Unakoti (en)                                                        | Tripura                                                                                                   | 2022  | Culturel, (i), (iv) | 24° 19′ 01″ N, 92° 04′ 01″ E |        |
| 5917 | Site néolithique de Burzahom (en) | Jammu-et-Cachemire                                                                                        | 2014  | Culturel, (ii), (iii), (v) | 34° 10′ 12″ N, 74° 52′ 01″ E |        |
| 5492 | Sites de la route de la soie en Inde | Bihar, Delhi, Jammu-et-Cachemire, Maharashtra, Pendjab, Pondichéry, Uttar Pradesh, Tamil Nadu             | 2010  | Culturel, (ii), (iii), (vi) Comprend les ensembles monumentaux de 12 sites : - Indraprastha                                          | 25° 59′ N, 85° 08′ E 25° 19′ 30″ N, 87° 17′ 06″ E 26° 44′ 28″ N, 83° 53′ 17″ E 27° 31′ 01″ N, 82° 03′ 04″ E 25° 20′ 20″ N, 81° 23′ 35″ E 28° 22′ 16″ N, 79° 08′ 10″ E 30° 46′ 59″ N, 76° 22′ 59″ E 11° 54′ 04″ N, 79° 49′ 12″ E 11° 08′ 49″ N, 79° 49′ 48″ E 34° 09′ N, 75° 24′ E 19° 24′ 54″ N, 72° 51′ 40″ E 28° 34′ N, 77° 12′ E                         |        |
| 6803 | Sites des édits d'Ashoka le long des routes maurya                                                                                               | Andhra Pradesh, Bihar, Delhi, Gujarat, Karnāṭaka, Madhya Pradesh, Uttar Pradesh                           | 2025  | Culturel, (iii), (iv), (v) La proposition décrit 35 sites distincts                                                                  | |        |
| 5899 | Sites du Satyagraha, le mouvement de libération non-violente de l'Inde                                                                           | Bengale-Occidental, Bihar, Delhi, Gujarat, Kerala, Madhya Pradesh, Maharashtra, Tamil Nadu, Uttar Pradesh | 2014  | Culturel, (iv), (vi), (ii), (iii), (v) 22                                                                                            | |        |
| 6056 | Sites le long d'Uttarapatha, Badshahi Sadak, Sadak-e-Azam, la Grand Trunk Road                                                                   | Pendjab, Haryana, Delhi, Uttar Pradesh et Bihar                                                           | 2015  | Culturel, (ii), (iv), (vi) La proposition détaille 93 sites distincts.                                                               | |        |
| 6732 | Sites pétroglyphiques de la vallée de la Chambal                                                                                                 | Madhya Pradesh, Rajasthan                                                                                 | 2024  | Culturel, (iii), (iv) 152 sites regroupés en 9 groupes.                                                                              | 26° 17′ 33″ N, 78° 13′ 50″ E |        |
| 1858 | Sri Harimandir Sahib, Amritsar | Pendjab                                                                                                   | 2004  | Culturel, (iii), (iv), (vi) | 31° 37′ 59″ N, 74° 52′ 59″ E |        |
| 6733 | Temple de Bhojeshwar (en), Bhojpur (en) | Madhya Pradesh                                                                                            | 2024  | Culturel, (i), (iii), (iv) | 23° 06′ 01″ N, 77° 34′ 47″ E |        |
| 5894 | Temple de Sri Ranganathaswamy, Srirangam | Tamil Nadu                                                                                                | 2014  | Culturel, (i), (ii), (iii), (iv) | 10° 51′ 43″ N, 78° 41′ 24″ E |        |
| 6607 | Temple de Sri Veerabhadra (en) et taureau monolithique (en) (Nandi), Lepakshi (La tradition artistique Vijayanagara de sculpture et de peinture) | Andhra Pradesh                                                                                            | 2022  | Culturel, (i), (ii), (vi) | 13° 48′ 07″ N, 77° 36′ 32″ E 13° 48′ 11″ N, 77° 36′ 43″ E |        |
| 6627 | Temple du Soleil, Modhera, et ses monuments environnants                                                                                         | Gujarat                                                                                                   | 2022  | Culturel, (i), (iv) | 23° 25′ N, 72° 22′ E |        |
| 6804 | Temples Chausath Yogini (en) | Madhya Pradesh, Odisha, Tamil Nadu, Uttar Pradesh                                                         | 2025  | Culturel, (iii), (iv) 13 temples : - Ranipur (en)                                                                                    | 24° 50′ 58″ N, 79° 55′ 05″ E 26° 26′ 12″ N, 78° 14′ 07″ E 23° 07′ 47″ N, 79° 48′ 05″ E 23° 55′ 06″ N, 78° 13′ 21″ E 24° 17′ 43″ N, 74° 55′ 34″ E 23° 19′ 13″ N, 81° 21′ 32″ E 26° 20′ 18″ N, 78° 15′ 36″ E 24° 42′ 14″ N, 79° 55′ 33″ E 24° 26′ 11″ N, 78° 23′ 32″ E 25° 01′ 35″ N, 82° 51′ 18″ E 11° 00′ 41″ N, 76° 56′ 02″ E 20° 13′ 35″ N, 85° 52′ 32″ E |        |
| 1087 | Temples de Bishnupur (en) | Bengale-Occidental                                                                                        | 1998  | Culturel | 23° 45′ 00″ N, 87° 19′ 01″ E |        |
| 6528 | Temples de Kanchipuram | Tamil Nadu                                                                                                | 2021  | Culturel, (iv), (vi) | 12° 29′ N, 79° 26′ E |        |
| 6805 | Temples gupta du nord de l'Inde | Bihar, Madhya Pradesh, Rajasthan, Uttar Pradesh                                                           | 2025  | Culturel, (i), (ii) La proposition comprend 20 temples distincts : - Temple de Bhitari                                               | |        |
| 6629 | Vadnagar - Une ville historique multistratifiée, Gujarat                                                                                         | Gujarat                                                                                                   | 2022  | Culturel, (ii), (v) | 23° 47′ 06″ N, 72° 38′ 24″ E |        |
| 5918 | Vestiges archéologiques d'une ville portuaire harapéenne - Lothal                                                                                | Gujarat                                                                                                   | 2014  | Culturel, (v) | 22° 31′ 16″ N, 72° 14′ 56″ E |        |
| 5913 | Village fortifié de Thembang (en) | Arunachal Pradesh                                                                                         | 2014  | Culturel, (ii), (iii), (v) | 27° 21′ N, 92° 24′ E |        |
| 6086 | Zone de conservation de Keibul Lamjao | Manipur                                                                                                   | 2016  | Mixte, (v), (vii), (ix), (x) | 24° 30′ N, 93° 46′ E |        |
| 6356 | Zone de conservation des monts Garo | Meghalaya                                                                                                 | 2018  | Culturel, (v), (vi), (viii), (x) | 25° 25′ N, 90° 52′ E |        |